# Isa Hoes
Isa Hoes (Leida, 13 giugno 1967) è un'attrice e doppiatrice olandese.

## Biografia
È diplomata come attrice presso Toneelacademie Maastricht.
È la sorella minore di Onno Hoes (sindaco di Maastricht dal 2010 al 2015). È stata sposata con l'attore Antonie Kamerling fino al suo suicidio avvenuto nel 2015. La coppia ha avuto due figli.

## Filmografia

### Cinema
- All Stars - regia di Jean van de Velde (1997)
- Alibi - regia di Johan Nijenhuis (2008)
- All Stars 2: Old Stars - regia di Jean van de Velde (2011)
- Chez Nous - regia di Tim Oliehoek (2013)
- De ontsnapping - regia di Ineke Houtman (2015)
- Engel - regia di Dennis Bots (2020)
- De Sterfshow - regia di Edson da Conceicao (2021)
- De mooiste dag - regia di Appie Boudellah (2024)
- Jimmy - regia di David-Jan Bronsgeest (2024)

### Televisione
- Goede tijden, slechte tijden - serie TV (1990-1994)
- Vrouwenvleugel - serie TV (1993)
- All' Stars - serie TV (1999-2001)
- Rozengeur & Wodka Lime - serie TV (2001-2006)
- Lieve Liza - serie TV (2012-2013)
- Celblok H - serie TV (46 episodi) (2014-2017)
- All Stars en Zonen - serie TV (2020)

## Doppiaggio
- Erika e Jeanette Fisher in Pokémon
- Nakoma in Pocahontas
- Principessa Atta in A Bug's Life - Megaminimondo
- Wendy Darling in Ritorno all'Isola che non c'è
- Helen Parr in Gli Incredibili - Una "normale" famiglia di supereroi
- Alba Papera in Chicken Little - Amici per le penne
- Snork Maiden in Mumin
- Jez in Jimmy Jimmy
- Heather in A tutto reality